# Knight Rider (film)
Knight Rider è un film per la televisione trasmesso il 17 febbraio 2008 dalla rete televisiva statunitense NBC, liberamente ispirato alla serie tv statunitense degli anni ottanta Supercar.
Glen A. Larson, il creatore di Supercar, ha avuto qui il ruolo di produttore esecutivo.
Questo film tv aveva il ruolo di episodio pilota, nel caso la messa in onda avesse attirato un elevato numero di telespettatori, di una nuova serie televisiva incentrata su un'autovettura ipertecnologica controllata da una elevatissima intelligenza artificiale, liberamente ispirata proprio a Supercar ed intitolata Knight Rider.
Il film è stato trasmesso in Italia su Steel il 28 agosto 2009.

## Trama
Charles Graiman, scienziato e creatore del Knight 2000, vive isolato in collina per evitare che qualcuno sappia dell'automobile con intelligenza artificiale costruita nel 1982 per l'industriale Wilton Knight. Una sera riceve una visita da un gruppo di mercenari che, spacciandosi per tecnici dell'elettricità, entrano in casa sua in cerca degli hard drives contenenti gli schemi del progetto "Prometheus", un avanzato sistema di difesa militare. Graiman muore per un attacco di infarto, e i criminali non avendo idea di dove siano i progetti dello scienziato cominciano a perlustrare la casa ed il laboratorio, fino a quando non trovano in garage una Ford Mustang Shelby GT500KR nera: in realtà non è una semplice macchina, ma il Knight Industries Three Thousand. Il nuovo KITT si attiva e una volta riconosciuti i volti dei criminali parte in direzione Stanford University con lo scopo di raggiungere la figlia di Charles, Sarah.
Giunto a destinazione dopo una nottata di viaggio ininterrotto, KITT riesce a recuperare Sarah prima che venga raggiunta dai mercenari e dal loro capo Welther, e a metterla in salvo. Sarah scopre per la prima volta il prototipo creato dal padre e che il suo programma per questa eventualità è molto preciso: recuperare la figlia del suo creatore e portarla da Mike Traceur, un vecchio amico di famiglia con cui Sarah aveva avuto una relazione prima di iniziare l'università.
KITT si dirige quindi verso Las Vegas dove Mike si trova per cercare di vincere una cospicua somma ai tavoli del casinò, e saldare così un vecchio debito con degli allibratori. Una volta intercettato da Sarah, viene convinto da quest'ultima a seguirlo a bordo di KITT e sfuggire ancora una volta a Welther, in cambio del pagamento del suo debito.
I due giovani decidono di recarsi presso la casa di Graiman che in realtà non è morto: Charles infatti per motivi di sicurezza era solito usare un sosia. Quest'ultimo morendo aveva fatto credere a Welther di avere come sola alternativa Sarah, l'unica in grado di accedere al progetto Prometheus contenuta negli hard drives.
Graiman nel frattempo è riuscito a mettersi in salvo raggiungendo Jennifer, sua vecchia amica e madre di Mike. I due si rifugiano in un motel da cui Charles riesce a contattare Sarah attraverso KITT, dicendole dove si trova e di fidarsi solo di Carrie Rivai: un agente dell'FBI.
Giunti al motel Mike riesce ad arrivare alla stanza dove sono Charles e la madre, ma anche Welther e i suoi uomini sono lì, informati da uno sceriffo corrotto della contea venuto a conoscenza del sosia di Graiman. Mentre cerca di mettere in salvo la madre e Charles, Mike viene a sapere dell'esistenza di un'altra KITT, costruita 25 anni prima. A questo punto Jennifer dopo tanti anni di silenzio rivela a Mike che il nome di suo padre è Michael Knight, e che era lui l'uomo che guidò il primo KITT.
Nel frattempo l'agente Rivai è arrivata al motel trovando Charles, Jennifer e Mike prima di Welther. Mentre Graiman cerca di capire la posizione dei criminali attraverso il radar di KITT scopre che questo ha un malfunzionamento al sistema centrale: Welther, infatti, ha trovato negli hard drives non solo Prometheus ma anche le specifiche di KITT. Charles ordina così al Knight 3000 lo "shout down" del sistema per evitare che ne prendano il controllo.
Mentre cercano di allontanarsi dal motel, Welther riesce a bloccarli ordinando loro di posare le armi. La mamma di Mike però ha una pistola, e mentre cerca di prenderla per salvare la vita al figlio, viene uccisa da Welther. Quest'ultimo prende in ostaggio il dottor Graiman e ordina ai suoi uomini di prendere KITT dopo aver ucciso Mike, Sarah e l'agente Rivai.
Mike sta per essere ucciso, ma riesce a liberarsi con la complicità di Carrie e a disarmare i mercenari. Subito dopo sale a bordo di KITT con Sarah e parte all'inseguimento di Welther. Purtroppo il computer è ancora spento e la corazza di KITT autorigenerante non è in grado di resistere ai proiettili. Graiman nel frattempo rivela la password per accedere a Prometheus, chiedendo ai suoi rapitori di non sparare alla figlia e a Mike, che ha ormai capito che deve riattivare KITT per fermare il SUV dei criminali, nonostante restino solo pochi secondi prima che ne prendano il controllo.
KITT è di nuovo operativo e per prima cosa blocca il transfer dei dati di Prometheus, avvisando che in pochi secondi sarà sotto il controllo dell'hacker di Welther. Mike allora opta per una soluzione estrema: supera il veicolo inseguito e si mette successivamente di traverso. L'impatto della macchina con a bordo Graiman e i criminali è talmente violento da uccidere tutti tranne lo scienziato.
Welther è ferito gravemente, e prima di morire dice ai federali che non è ancora finita.
Giorni dopo Mike si ritrova nella sua casa e si accinge ad andare al funerale della madre con Sarah: sale a bordo di una limousine dove trova Carrie Rivai e Charles, il quale rivela che sta "riesumando" la Fondazione Knight e che i federali sanno dell'esistenza di un nuovo KITT. Carrie rivela a Mike di aver pensato a lui come pilota, essendo un ex-marine e non avendo legami familiari, ma lui rifiuta la proposta.
Durante il funerale, Mike scorge in lontananza un uomo, il quale dopo la cerimonia gli si avvicina dicendogli di essere Michael Knight, suo padre. Michael è a conoscenza della proposta fatta a suo figlio da Charles, e gli dice che solo lui sa cosa deve fare, ricordando anche che 25 anni prima sul letto di morte un uomo chiamato Wilton Knight gli disse "un uomo può fare la differenza": quell'uomo era lui, Michael Knight.
Mike allora decide di seguire le orme del padre sedendosi dietro il volante del Knight 3000, e cominciare così la sua lotta al crimine.

## Produzione
Il 26 settembre 2007, la NBC dichiarò che era in fase di studio la possibilità di girare due episodi pilota per iniziare una nuova stagione di Supercar. Per riprodurre KITT è stata utilizzata una Ford Shelby GT500KR di colore nero.
Il supervisore alla produzione è stato Dave Andron. Il presidente della ABC Entertainment, Ben Silverman, dichiarò che dopo aver visto il successo riscosso da Transformers (2007) si convinse a sviluppare un film ispirato a Supercar.
Nel 2008 è poi cominciata la produzione e la trasmissione dei 17 episodi della nuova serie.

## Curiosità
- Nel laboratorio di Charles si vede il Knight 2000, e vengono inquadrati alcuni dettagli come il volante e la targa.
- Susan Gibney negli anni novanta ha recitato la parte del Dr. Leah Brahms in due episodi della serie televisiva Star Trek: The Next Generation.
- All'inizio del film Sarah trova Mike a Las Vegas al Montecito, Hotel/casinò di fantasia sede principale delle avventure della serie TV Las Vegas prodotta sempre dalla NBC.